# Telebasis leptocyclia
Telebasis leptocyclia – gatunek ważki z rodziny łątkowatych (Coenagrionidae). Znany jedynie z miejsca typowego, którym jest Abuna w brazylijskim stanie Rondônia, w pobliżu granicy z Boliwią.